# Кулаков, Иван Иванович
Кулаков Иван Иванович (род. 24 февраля 1998 года, Новокуйбышевск, Самарская область) —  мастер спорта международного класса по гиревому спорту, четырехкратный чемпион мира, неоднократный победитель чемпионатов и первенств Европы и России, рекордсмен мира и России по гиревому спорту.

## Биография

### Спортивная карьера
Начал заниматься гиревым спортом в 13 лет. В 14 лет выполнил первый юношеский разряд, а в 15 лет стал кандидатом в мастера спорта. В 18 лет стал чемпионом мира в первый раз.

### Жизнь вне спорта
Окончил Ряжскую среднюю школу №4 в 2015 году. В 2019 году окончил факультет физической культуры и спорта  РГУ им. Есенина.
Преподаватель кафедры "Инженерный бизнес и менеджмент" в Рязанском политехническом институте.